# Точка отсчёта (фильм)
«Точка отсчёта» (альтернативное название «Белый вальс») — художественный фильм, киноповесть на армейскую тему, снятая Виктором Туровым на киностудии «Беларусьфильм» в 1979 году. Один из лидеров советского проката 1980 года (15 место среди отечественных картин при 22,5 миллионах зрителях).

## Сюжет
Фильм рассказывает о службе в рядах воздушно-десантных войск. Бывший хулиган, от природы наделённый прекрасными физическими данными, стал безоговорочным лидером среди призывников. Очень скоро он добился звания младшего сержанта, и ему доверили отделение. Но когда наступили боевые учения, блатной лидер оказался беспомощным и бесполезным в достижении общей цели.

## В ролях
- Николай Кочегаров — Валентин Воронов
- Валерий Полетаев — Сергей Кольцов
- Василий Петренко — Кукин
- Юрий Демич — Григорий Чагин
- Лидия Константинова — Раиса
- Пётр Юрченков (старший) — Гайдаш
- Ольга Лысенко — Света
- Марина Карманова
- Андрей Градов — лейтенант
- Всеволод Платов
- Анатолий Ромашин
- Виктор Тарасов — генерал
- Александр Шевелёв
- Владимир Марьянов — Агеев
- Александр Кашперов — солдат

## Съёмочная группа
- Авторы сценария: Владимир Акимов, Валентин Ежов
- Режиссёр-постановщик: Виктор Туров
- Оператор-постановщик: Юрий Марухин
- Художник-постановщик: Евгений Игнатьев
- Композитор: Олег Янченко
- Звукооператор: Борис Шангин
- Песни Владимира Высоцкого, поёт Марина Влади

## Замысел
По словам режиссёра Виктора Турова, изначально он и Геннадий Шпаликов планировали создать трилогию о судьбах поколения шестидесятников, каждый раз перенося время действия на десять лет вперёд:
«И если в «Я родом...» наши герои только познают жизнь... то в последующих картинах они должны были принять на свои плечи заботы и тревоги своего неспокойного века. Тот замысел нам со Шпаликовым не удалось тогда осуществить, но, думаю, что в какой-то мере я его всё же реализовал — с другими авторами, на другом материале. Ведь герои фильма «Точка отсчёта» — это как бы те самые мальчишки, только повзрослевшие на десять лет, осознавшие свою ответственность за то, чтобы трагедия Хатыни, Хиросимы, Сонгми никогда не повторилась. И неслучайно рифмуются финалы этих картин».

## Песни
В фильме звучат за кадром песни Владимира Высоцкого в исполнении Марины Влади. Высоцкий сам предложил режиссёру уже готовые композиции со своей невыпущенной пластинки, записанной несколькими годами ранее. Единственной песней, которую Туров попросил написать специально для фильма, стала «Белый вальс» (так изначально называлась картина). «Работал он над песней довольно долго, трудно и мучительно».
На запись Высоцкий и Влади приехали прямо из Парижа. За работу они денег не взяли с условием, что их имена попадут в титры. В итоге в фильм вошли три песни: «Мы вас ждём» («Так случилось – мужчины ушли...») и «Песня о двух красивых автомобилях» в исполнении Марины Влади, а также «Затяжной прыжок», исполненная самим Высоцким. При этом «Белый вальс» в картину так и не попал.

## Отзывы
Киновед Ольга Нечай, сравнивая фильм с другими фильмами на армейскую тему («В зоне особого внимания», «Весенний призыв»), похвалила режиссёра и оператора за «впечатляющую картину военных учений». В то же время, по её мнению, любовный конфликт у сценаристов вышел надуманным: «...душевные метания героини с русалочьими глазами под звуки музыки в дискотеке и песни В. Высоцкого — самая слабая сюжетная линия, в которой герои безлики и неинтересны... Создаётся впечатление, что женские образы [тут]... это какой-то сюжетный довесок в рассказах о „железных играх“».
Александр Камшалов, напротив, счёл сцены тренировок десантников и обучения их приёмам самообороны чрезмерно жестокими, что «подчас вызывает отталкивающее впечатление», тогда как тема преемственности поколений освещена в фильме «недостаточно чётко и художественно убедительно... а ведь литературная основа была насыщена этим материалом».

Кинокритик Леонид Павлючик, подчеркнув качество съёмок, «когда герои из кадра в кадр вводятся в красивые интерьеры, в захватывающие дух пейзажи», назвал сценарий «грешащим упрощёнными мотивировками событий, слишком ревностным следованием традициям приключенческого жанра», где отдельных персонажей заместил коллективный портрет современного солдата, и режиссёр в своём фильме так и не смог преодолеть эту схематичность:
«Туров уступил здесь той претенциозной и многократно осмеянной красивости, которая призвана как-то скрасить, замаскировать примитивную пустоту сценарных ходов. Кадры, изображающие жизнь героев «на гражданке»... то и дело грешат подобной искусственостью среды... У лучших картин Турова... дыхание свободное, неторопливое, сила сюжетных сцеплений в них присутствует ровно настолько, насколько не мешает естественному течению жизни... И в этом смысле «Точка отсчёта» — отнюдь не его фильм».
Обозреватель В. Вишняков из журнала «Советский экран», называя главным мотивом ленты «психологическое единоборство» Воронова и Кольцова, также отметил «дробный ряд не всегда выразительных женских портретов» и в целом неубедительность характеров, выделив лишь героя Полетаева.
По мнению обозревателя О. Медведевой из газеты «Советская Белоруссия», в картине не хватает «туровского подтекста, откровенной и взволнованной исповеди художника, манифестации чувств, словом, тех примет, которые свойственны режиссёру», а присущее ему «кинематографическое мышление прорывается в этом фильме там, где в ткань повествования вводится военная хроника».
Владимир Высоцкий успел посмотреть часть сцен во время минских гастролей в августе 1979 года, и на концерте очень рекомендовал слушателям сходить на фильм: «Не из-за того, что там звучат мои песни, а, по-моему, просто очень удачно сделана о современных десантниках картина».

## Награды
Приз и диплом «за лучший военно-патриотический фильм» на XIII Всесоюзном кинофестивале в Душанбе (1980).